# CAB Motors
CAB Motors – brazylijski producent samochodów terenowych z siedzibą w Joinville działający od 2004 roku. 

## Historia

### TAC Motors
Idea za powstaniem TAC Motors, czerpiącego swoją nazwę od Tecnologia Automotiva Catarinense, powstała na początku XXI wieku w mieście Joinville z inicjatywy lokalnej organizacji przemysłowej stanu Santa Catarina FIESC, za cel obierając rozwój lokalnej produkcji samochodu terenowego. Pierwszy prototyp marki TAC o kodzie fabrycznym A4 powstał jeszcze w 2004 roku, obrazując kompaktowej wielkości pojazd z napędem 4x4 i silnikiem konstrukcji Volkswagena.
Projekt rozwojowy TAC Motors wyewoluował do przedprodukcyjnego samochodu, który w 2006 roku został wyprodukowany w pilotażowej serii 12 egzemplarzy. W marcu 2008 roku TAC oficjalnie przedstawiło produkcyjny model pod nazwą Stark, uruchamiając jego produkcję rok później w lokalnych zakładach z myślą o brazylijskich nabywcach. W kolejnych latach Stark pozostał samochodem małoseryjnym, produkowanym w krótkich seriach.
W 2012 roku zbudowano eksperymentralny egzemplarz o napędzie w pełni elektrycznym w postaci modelu eStark, którego silnik elektryczny wykonany został przez amerykańską firmę MotoCzysz. W 2015 roku brazylijskie przedsiębiorstwo nabyło chińskie Zotye Auto, które nie pozostało jednak długo jego właścicielem.

### CAB Motors
Pod koniec 2018 roku TAC Motors zostało przejęte od chińskiego właściciela przez brazylijskie przedsiębiorstwo Ferreira Souza, dokonując jednocześnie zmiany nazwy na CAB Motors. Zmiana nazwy wiązała się także z przemianowaniem dotychczasowego pojazdu firmy, który zamiast TAC Stark otrzymał odtąd nazwę CAB Stark Mountain. W 2021 roku pojazd trafił do produkcji w nowych zakładach produkcyjnych w Stanta Maria.

## Modele samochodów

### Obecnie produkowane
- Stark Mountain

### Historyczne
- TAC eStark (2012)
- TAC Stark (2009–2018)